# Râul Sula

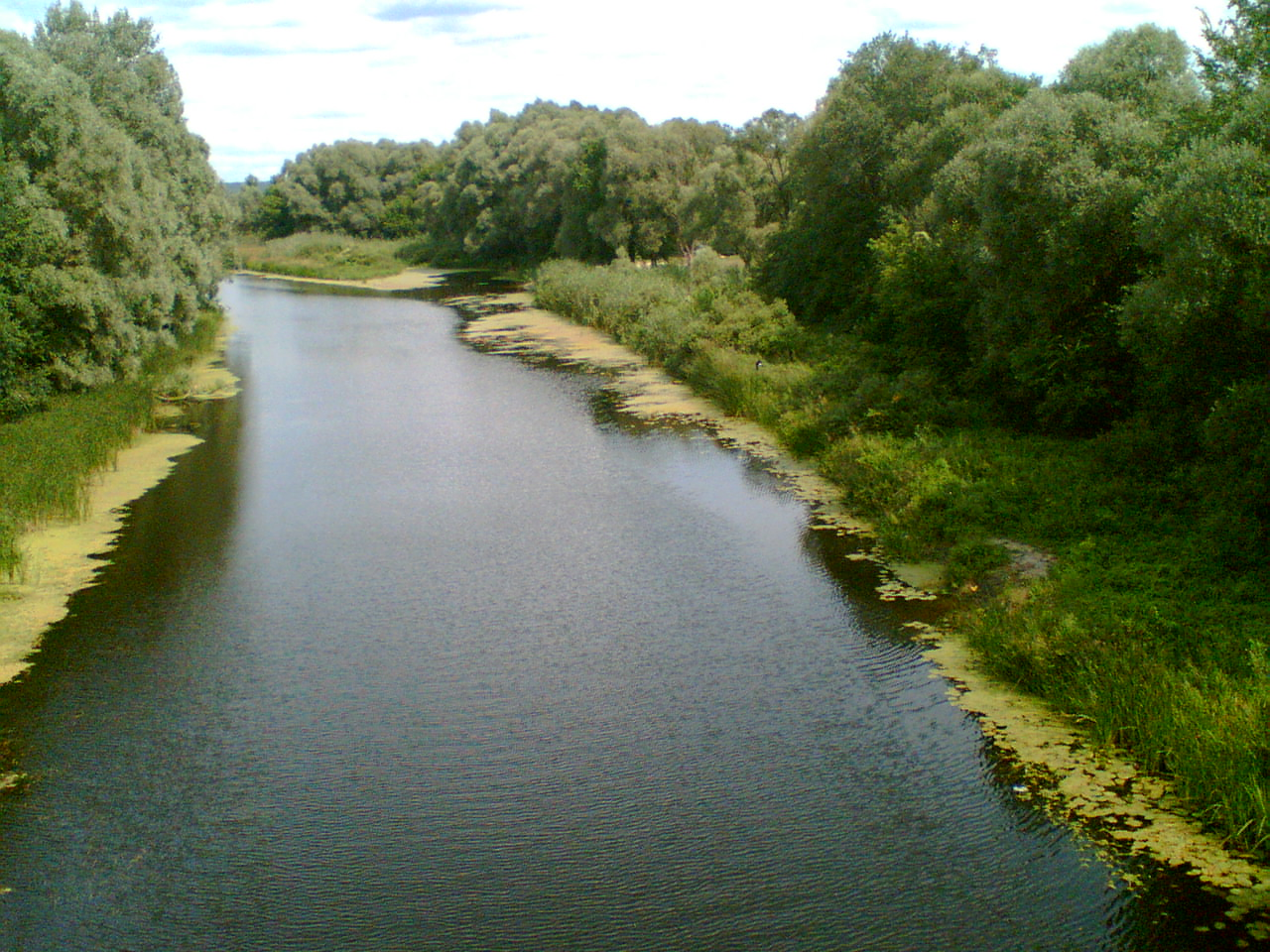
Râul Sula lângă Staraia Musievka

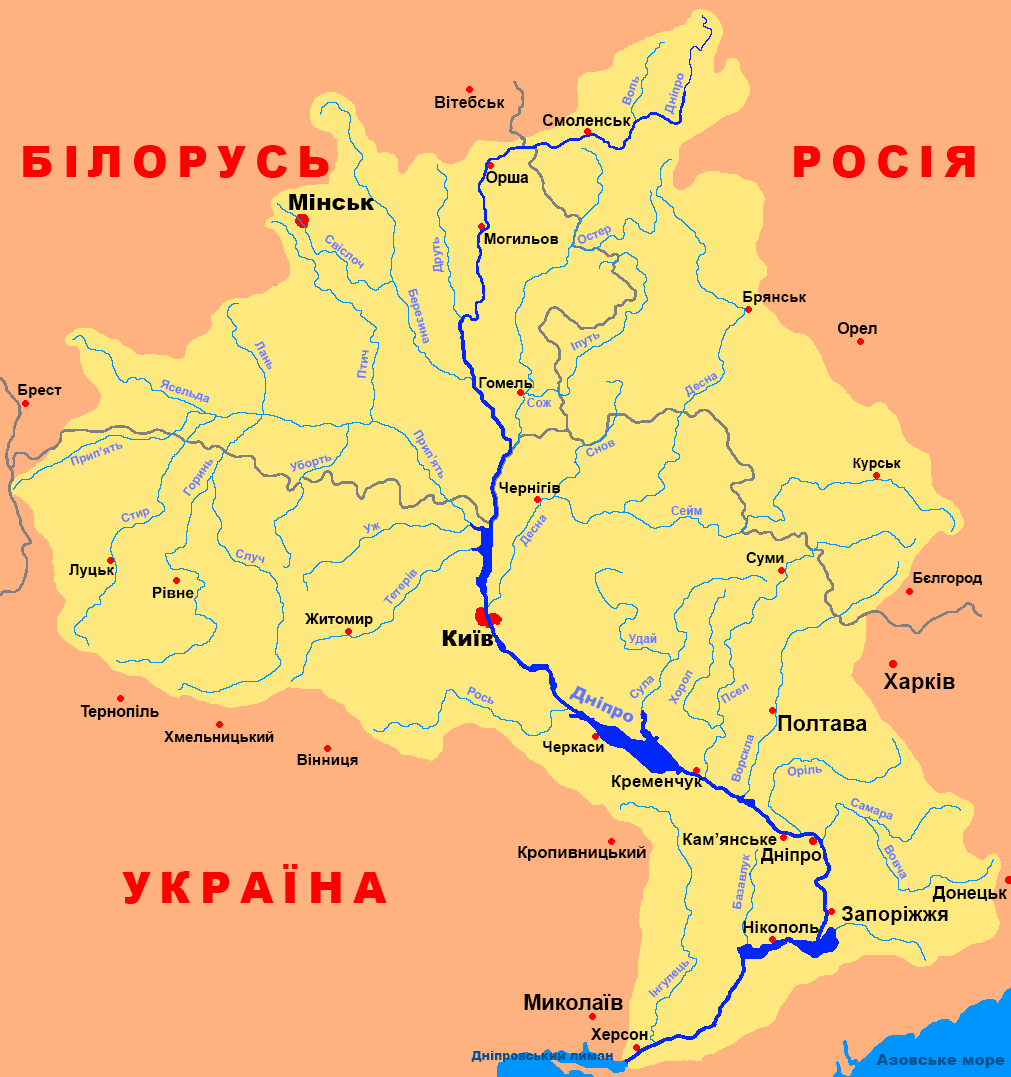

Sula (în ucraineană Сула, transliterat: Sula) este un râu în Ucraina, afluentul stâng al Niprului (se varsă în lacul de acumulare Kremenciug). Trece prin regiunile Sumî și Poltava. Are o lungime de 363 km, suprafața bazinului hidrografic al râului este de 19,6 mii km².
Izvorăște de pe versanții sud-vestici ai Podișului Central Rusesc, în apropierea satului Sula, raionul Sumî, și în continuare trece prin Câmpia Niprului. Valea râului este trapezoidală, adesea asimetrică, lățimea ei de la cursul superior până la cel inferior se mărește treptat de la 0,4–0,5 km la 10–11 km, numai în zona dintre gurile râurilor Lohvița și Udai valea se îngustează până la 4 km. Lunca inundabilă a râului este mlăștinoasă cu turbării. Albia râului șerpuiește pe toată lungimea sa, pe alocuri ramificandu-se, și are o lățime de 10-70 m (până la 250 m între cotiturile sale) și o adâncime medie de 1,5–2 m. Panta râului este de 0,2 m/km.
Afluenții principali sunt Tern, Bișkin, Hmelevka, Romen, Bugaiciha, Lohvița, Sulița, Udai, Sleporod, Orjița (pe dreapta), Solonița (Voiniha) (pe stânga). Alimentarea râului este mixtă. Îngheață la începutul lui decembrie, se dezgheață la jumătatea lui martie. Pe râu a fost construit un lac de acumulare. Apa este folosită pentru irigații și alimentarea cu apă a populației și a întreprinderilor. În cursul inferior este navigabil. Pe Sula se află orașele Romnî și Lubnî; pe maluri – locuri de odihnă.